# Discorso sopra le cose di Pisa
Discorso sopra le cose di Pisa (em italiano:  Discorso sopra le cose di Pisa) é uma obra de 1499 do historiador e cientista político do Renascimento italiano Nicolau Maquiavel sobre a história de Pisa.